# Angel (cântec de Madonna)
Angel este un cântec al Madonnei, inclus pe al doilea album de studio al ei, Like a Virgin. A fost lansat pe 10 aprilie 1985, sub egida Sire Records, servind ca al treilea disc single de pe album. Scris de Steve Bray și Madonna, a fost unul din primele compozițitii pentru album, tema fiind ieșirea din depresie datorită iubirii. "Angel" a fost lansat în afara Europei cu "Into the Groove" ca față B. Deși un videoclip fusese inițial plănuit, a fost anulat, fiind alcătuit doar un montaj video din videoclipurile anterioare.
Din punct de vedere muzical, „Angel” conține câteva „artificii muzicale” menite să capteze atenția ascultătorului, printre care și un ansamblu cu coarde, care apare atât în refrenul compoziției, cât și pe parcursul strofelor. În timpul refrenului, se observă armonii vocale, iar versurile prezintă în mod repetat imaginea de înger salvator. Criticii i-au oferit recenzii mixte, unii numindu-l "clasic", în timp ce alții au considerat că este mai prejos decât alte piese ale artistei. "Angel" a devenit al cincilea hit consecutiv de top 5 al Madonnei în Billboard Hot 100 și a patra clasare a acesteia pe locul 1 în clasamentul dance Billboard. A atins primul loc în Australia ca dublă față A cu "Into the Groove" și s-a clasat în top 5 în Canada, Irlanda, Japonia, Marea Britanie și Noua Zeelandă. Piesa a fost interpetată de cântăreață doar o dată, în The Virgin Tour (1985).

## Recepția

### Performanța în topuri
Discul single a fost lansat la doar o lună de la punerea în vânzare a discului precedent „Crazy for You”. Cu toate că cele două au rivalizat în majoritatea clasamentelor, „Angel” a reușit să se claseze în top 5 în clasamentul american, devenind al patrulea hit al Madonnei în 1985 în doar câteva luni. Discul single „Angel”/„Into the Groove” este unul din cele mai bine vândute discuri single de 12" ale tuturor timpurilor.